# نوربرت مولر
نوربرت مولر هو لاعب هوكي الجليد كندي، ولد في 14 فبراير 1906 في واترلو في كندا، وتوفي في 6 يوليو 1956 في تورونتو في كندا.

## وصلات خارجية
- نوربرت مولر على موقع EliteProspects.com (الإنجليزية)
- نوربرت مولر على موقع Eurohockey.com (الإنجليزية)
- نوربرت مولر على موقع HockeyDB.com (الإنجليزية)
- نوربرت مولر على موقع أوليمبيديا (الإنجليزية)